# Santissimo Nome di Gesù
La venerazione del Santissimo Nome di Gesù ebbe inizio de facto nei primi tempi della Chiesa, come mostrano i cristogrammi che decorano l'arte paleocristiana.
Soltanto nel XIV secolo, tuttavia, essa acquisì rilevanza liturgica, dando origine a un vero e proprio culto – grazie all'impegno per la sua diffusione e il suo riconoscimento ufficiale profuso da san Bernardino da Siena e dai suoi seguaci, fra cui soprattutto i beati Alberto da Sarteano e Bernardino da Feltre.
La ricorrenza liturgica del Santissimo Nome di Gesù è celebrata nella Comunione anglicana, compresi gli ambienti episcopaliani, e nel rito romano della Chiesa cattolica.

## Fondamenti biblici

### Il Nome di Dio nella Bibbia
annunziate di giorno in giorno la sua salvezza»
(Sal 95,2)
Quando nell'Antico Testamento un profeta parla nel nome di Javhè, si intende che è Jahvè che parla per suo tramite. Un messaggero parla in nome di colui che lo invia: è il nome del mandante a conferirgli autorità. Molto spesso, però, il Nome di Dio è una metonimia per indicare Dio stesso.
"Il nome divino diventa progressivamente un sostituto della persona divina; senza essere Dio stesso, la cui trascendenza viene salvaguardata pienamente".
Al Nome di Dio, quindi, viene attribuita l'opera di Dio (cfr. Salmi 20,2;54,3;89,25). Il nome esprime la potenza divina. Ad esempio è il nome di Dio l'arma di Davide davanti a Golia (1 Samuele 17,45). Benché le traduzioni in lingua italiana corrente omettano molto spesso la locuzione nome di, per eliminare una fraseologia poco comprensibile ai moderni, il testo dell'Antico Testamento è pieno del Nome di Dio per indicare Dio stesso.
Anche per gli scrittori del Nuovo Testamento il nome di Dio è l'equivalente della persona divina.

### Il Nome di Gesù
(Atti 4,12)

"L'originalità del Nuovo Testamento sta nel fatto che il nome divino viene applicato a Gesù, il quale non viene identificato formalmente con Dio ma è pure elevato ad una dignità caratteristica della persona divina". Nel suo nome si compiono prodigi (Marco 16, 17), si guariscono gli ammalati (Atti 3,6), si cacciano i demoni (Marco 9,38). L'invocazione del suo nome è fonte di salvezza, di remissione dei peccati e di vita eterna (Atti 4,12; 1 Giovanni 2,12; 1 Corinzi 6,11; Giovanni 3,18; 1 Giovanni 5,13). Il nome di Gesù è "al di sopra di ogni altro nome" (Filippesi 2,9-11; Efesini 1,21; 1,4). Le parole più note sono quelle della Lettera ai Filippesi di San Paolo: 
(Filippesi 2,8-11)

## Il culto del Santissimo Nome di Gesù

### Origini e storia
Durante il Medioevo la devozione per il Nome di Gesù è ben presente in alcuni santi mistici, fra cui Bernardo di Chiaravalle e Francesco d'Assisi. Fu poi praticata in tutto il Senese, pochi decenni prima della predicazione di Bernardino da Siena,  dai Gesuati (una fraternità laica dedita all'assistenza degli infermi, fondata nel 1360 dal senese beato Giovanni Colombini), i quali erano così detti per il loro frequente ripetere il nome di Gesù.
L'elaborazione, però, di una liturgia associata al Nome di Gesù è conseguenza della predicazione di san Bernardino da Siena, il quale focalizzò sul Nome di Gesù il suo sforzo di rinnovare la Chiesa, sottolineando la centralità della persona di Gesù Cristo. Diceva san Bernardino: “Questa è mia intenzione, di rinnovare e chiarificare il nome di Gesù, come fu nella primitiva Chiesa”, spiegando che, mentre la croce evocava la Passione di Cristo, il suo Nome rammentava ogni aspetto della sua vita, la povertà del presepio, la modesta bottega di falegname, la penitenza nel deserto, i miracoli della carità divina, la sofferenza sul Calvario, il trionfo della Resurrezione e dell'Ascensione. Nella sottomissione al Nome di Gesù Bernardino risolveva i problemi concreti e attuali della vita pratica e sociale: gli odi politici, l'etica familiare, i doveri dei mercanti, la maldicenza, ecc.
In antitesi alle insegne araldiche delle famiglie nobiliari, le cui contese insanguinavano le città italiane, Bernardino inventò uno stemma dai colori vivaci, con cui rappresentare il Nome di Gesù. Esso era costituito dal trigramma IHS, inscritto in un sole dorato con dodici raggi serpeggianti sopra uno scudo azzurro. Riprodotto su una tavoletta di legno, lo stemma era posto sull'altare durante la messa e i fedeli erano invitati a baciarlo al termine. Questo stratagemma dava concretezza e visibilità alle parole di Cristo: "Se due o tre si riuniscono per invocare il mio nome, io sono presente in mezzo a loro" (Matteo 18,20). Bernardino, quindi, è considerato a buon titolo il santo patrono dei pubblicitari. Le famiglie, poi, ponevano l'emblema del nome di Cristo sopra il portone della propria casa, per indicare che a Gesù si erano affidati; e così facevano corporazioni e comuni ponendolo sulle proprie sedi.
Il simbolismo solare associato a Cristo, utilizzato da Bernardino, suscitò qualche opposizione, ma fu approvato da papa Martino V nel 1450 a causa delle sue profonde radici nell'Antico Testamento e grazie all'appassionata difesa da parte di san Giovanni da Capestrano.
La liturgia del Nome di Gesù si diffuse alla fine del XV secolo. Nel 1530, papa Clemente VII autorizzò l'Ordine Francescano a recitare l'Ufficio del Santissimo Nome di Gesù; e la celebrazione ormai presente in varie località, fu estesa a tutta la Chiesa da papa Innocenzo XIII nel 1721.
Bernardino fu uno dei precursori della Riforma cattolica e la sua predicazione non venne dimenticata dopo la Riforma. La Compagnia di Gesù diventò sostenitrice del culto e della dottrina, prendendo il trigramma bernardiniano come suo emblema e dedicando al Santissimo Nome di Gesù le sue più belle e grandi chiese, edificate in tutto il mondo. Fra tutte si ricorda, la Chiesa del Gesù a Roma, la maggiore e più insigne chiesa dei Gesuiti; vi è nella volta il Trionfo del Nome di Gesù, affresco del 1679, opera del genovese Giovanni Battista Gaulli detto ‘il Baciccia’; dove centinaia di figure si muovono in uno spazio chiaro con veloce impeto, attratte dal centrale Nome di Gesù.

### Il Santissimo Nome di Gesù nella liturgia cattolica
Nel Martirologio Romano, questa memoria in data 3 gennaio è così definita: «Santissimo Nome di Gesù, il solo in cui, nei cieli, sulla terra e sotto terra, si pieghi ogni ginocchio a gloria della maestà divina». Queste parole sono tratte dalla Lettera ai Filippesi (2,9-11).
Papa Innocenzo XIII inserì nel Calendario romano generale la celebrazione liturgica del Santissimo Nome di Gesù nel 1721, assegnandole come data la seconda domenica dopo l'Epifania. Papa Pio X la trasferì alla domenica tra il 2 e il 5 gennaio o, negli anni in cui non esiste una domenica tra queste date, al 2 gennaio, questa è la data osservata nella celebrazione della Messa tridentina. Con la revisione del calendario del 1969, promulgata con il motu proprio Mysterii paschalis, la festa fu rimossa dal calendario generale, lasciandola ai calendari particolari che volessero includerla, e osservando che la messa del Santissimo Nome di Gesù si conserva fra le votive e che il Vangelo del 1º gennaio, che racconta l'imposizione del nome al bambino, come pure la prima lettura, parlano del nome di Gesù. Nella terza edizione del Messale Romano dopo il Concilio Vaticano II è riapparsa fra le celebrazioni del calendario romano generale quella del Santissimo Nome di Gesù come memoria facoltativa, con data 3 gennaio.
Nel rito ambrosiano la memoria dell'imposizione del nome a Gesù è stata assommata alla solennità dell'Ottava di Natale nella Circoncisione del Signore (1º gennaio), in cui si legge come Vangelo il brano di Lc 2,18-21 che menziona entrambi i segni rituali. Si conserva nel messale ambrosiano il formulario per la messa votiva del Santissimo Nome di Gesù.

### Litanie al Santissimo Nome di Gesù
Signore, pietà. Signore, pietà

Cristo, pietà. Cristo, pietà

Signore, pietà. Signore, pietà

Cristo, ascoltaci. Cristo, ascoltaci

Cristo, esaudiscici. Cristo, esaudiscici
Padre del cielo che sei Dio, abbi pietà di noi

Figlio, redentore del mondo, che sei Dio, abbi pietà di noi

Spirito Santo, che sei Dio, abbi pietà di noi

Santissima Trinità, che sei Dio, abbi pietà di noi
Gesù, Figlio dei Dio vivo, abbi pietà di noi

Gesù, splendore del Padre, abbi pietà di noi

Gesù, vera luce eterna, abbi pietà di noi

Gesù, Re di gloria, abbi pietà di noi

Gesù, sole di giustizia, abbi pietà di noi

Gesù, Figlio della Vergine Maria, abbi pietà di noi

Gesù, amabile, abbi pietà di noi

Gesù, ammirabile, abbi pietà di noi

Gesù, Dio forte, abbi pietà di noi

Gesù, padre per sempre, abbi pietà di noi

Gesù, angelo del gran consiglio, abbi pietà di noi

Gesù, potentissimo, abbi pietà di noi

Gesù, pazientissimo, abbi pietà di noi

Gesù, obbedientissimo, abbi pietà di noi

Gesù, mite ed umile di cuore, abbi pietà di noi

Gesù, amante della castità, abbi pietà di noi

Gesù, che tanto ci ami, abbi pietà di noi

Gesù, Dio della pace, abbi pietà di noi

Gesù, autore della vita, abbi pietà di noi

Gesù, modello di ogni virtù, abbi pietà di noi

Gesù, pieno di zelo per le anime, abbi pietà di noi

Gesù, che vuoi la nostra salvezza, abbi pietà di noi

Gesù, nostro Dio, abbi pietà di noi

Gesù, nostro rifugio, abbi pietà di noi

Gesù, padre dei poveri, abbi pietà di noi

Gesù, tesoro di ogni credente, abbi pietà di noi

Gesù, buon pastore, abbi pietà di noi

Gesù, vera luce, abbi pietà di noi

Gesù, eterna sapienza, abbi pietà di noi

Gesù, infinita bontà, abbi pietà di noi

Gesù, nostra via e nostra vita, abbi pietà di noi

Gesù, gioia degli angeli, abbi pietà di noi

Gesù, re dei patriarchi, abbi pietà di noi

Gesù, maestro degli apostoli, abbi pietà di noi

Gesù, luce degli evangelisti, abbi pietà di noi

Gesù, Parola di vita, abbi pietà di noi

Gesù, forza dei martiri, abbi pietà di noi

Gesù, sostegno dei confessori, abbi pietà di noi

Gesù, purezza delle vergini, abbi pietà di noi

Gesù, corona di tutti i santi, abbi pietà di noi
Sii indulgente, perdonaci, Gesù

Sii indulgente, ascoltaci, Gesù
Da ogni male, liberaci, Gesù

Da ogni peccato, liberaci, Gesù

Dalla tua ira, liberaci, Gesù

Dalle insidie del diavolo, liberaci, Gesù

Dallo spirito impuro, liberaci, Gesù

Dalla morte eterna, liberaci, Gesù

Dalla resistenza alle tue ispirazioni, liberaci, Gesù

Da tutti i nostri peccati, liberaci, Gesù

Per il mistero della tua santa incarnazione, liberaci, Gesù

Per la tua nascita, liberaci, Gesù

Per la tua infanzia, liberaci, Gesù

Per la tua vita divina, liberaci, Gesù

Per il tuo lavoro, liberaci, Gesù

Per le tue fatiche, liberaci, Gesù

Per la tua agonia e per la tua passione, liberaci, Gesù

Per la tua croce e il tuo abbandono, liberaci, Gesù

Per le tue sofferenze, liberaci, Gesù

Per la tua morte e sepoltura, liberaci, Gesù

Per la tua resurrezione, liberaci, Gesù

Per la tua ascensione, liberaci, Gesù

Per averci dato la SS. Eucaristia, liberaci, Gesù

Per le tue gioie, liberaci, Gesù

Per la tua gloria, liberaci, Gesù
Agnello di Dio, che togli i peccati del mondo, perdonaci o Signore

Agnello di Dio, che togli i peccati dei mondo, esaudiscici o Signore

Agnello di Dio, che togli i peccati dei mondo, abbi pietà di noi
Preghiamo.
Dio onnipotente ed eterno che ci hai voluto salvare nel nome del tuo figlio Gesù, poiché in questo Nome è riposta la nostra salvezza, fa' che in ogni circostanza sia per noi segno di vittoria. Per Cristo nostro Signore. Amen.

### Indulgenza collegata con il culto
Un concilio di Avignone e un altro di Béziers nel XV secolo concedettero indulgenza di 10 dieci giorni a chiunque con vero pentimento chinasse il capo in segno di ossequio al sentir nominare Gesù, la qual pratica antichissima si trovava confermata con decreto particolare nel Concilio Ecumenico di Lione
Papa Sisto V, confermando la disposizione avignonese portò i giorni dell'indulgenza al numero di venti. Pio IV eresse una Confraternita confermata da san Pio V e da Urbano VII, ed arricchita di indulgenza plenaria per ogni volta che uno dei confratelli riuscisse ad impedire o un giuramento temerario o una qualche bestemmia.
Papa Innocenzo XII con decreto dell'11 luglio 1722 stabilì la festa del Santissimo Nome di Gesù in tutta quanta la Chiesa nella seconda domenica dopo l'Epifania, e concesse l'indulgenza plenaria applicabile ai defunti per tutti quelli che confessati e comunicati assistano in detto giorno alla Messa solenne.
Benedetto XIII il 12 gennaio 1728 confermò l'indulgenza già accordata da Sisto V l'11 luglio 1587 per chiunque dirà devotamente in qualunque lingua Sia lodato Gesù Cristo, oppure risponderà E sempre sia lodato.